# جوليو أندريوتي

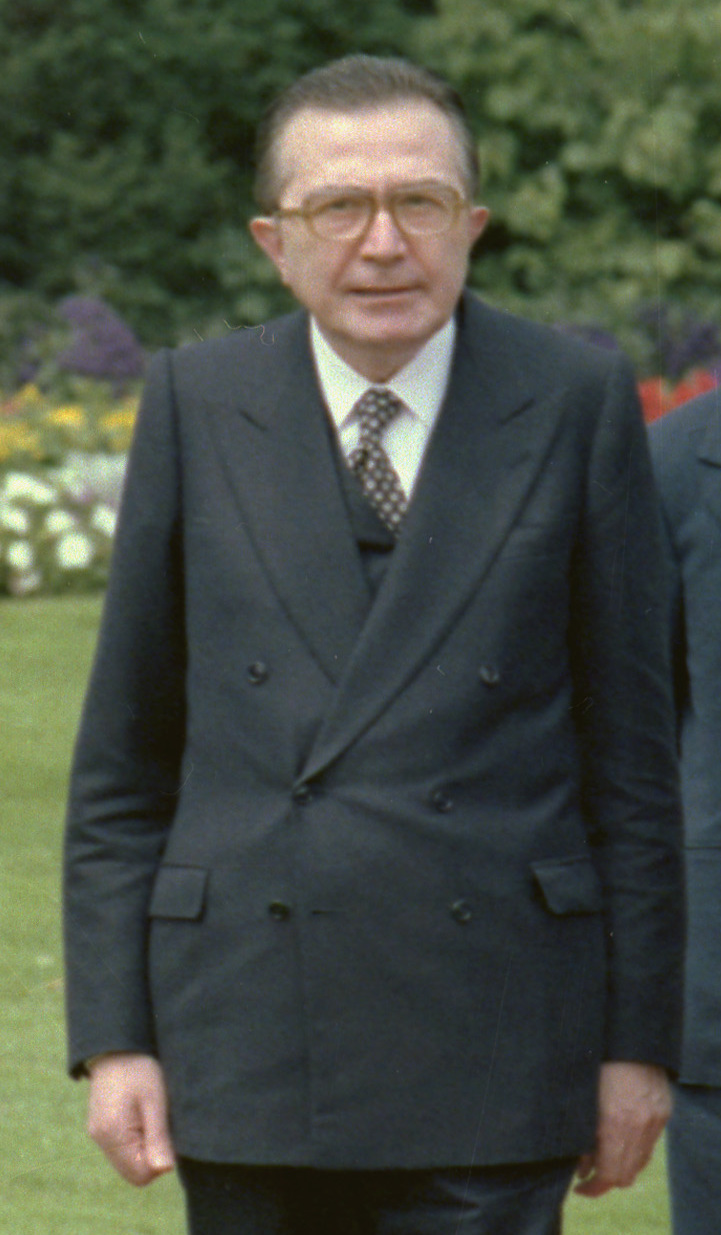
جوليو أندريوتي

جوليو أندريوتي (بالإيطالية: Giulio Andreotti) سياسي إيطالي (;ولد في 14 يناير 1919- توفي بروما في 6 ماي 2013) تولى رئاسة الحكومة في إيطاليا ثلاث مرات:
- من 17 فبراير 1972 إلى 7 يوليو 1973.
- من 29 يوليو 1976 إلى 4 أغسطس 1979.
- من 22 يوليو 1989 إلى 24 أبريل 1992.

تشوهت سمعته بعد اتهامات بعلاقات مشبوهة مع المافيا الإيطالية.
عُين عضواً مدى الحياة في مجلس الشيوخ الإيطالي.

## روابط خارجية
- جوليو أندريوتي على موقع IMDb (الإنجليزية)
- جوليو أندريوتي على موقع الموسوعة البريطانية (الإنجليزية)
- جوليو أندريوتي على موقع مونزينجر (الألمانية)
- جوليو أندريوتي على موقع إن إن دي بي (الإنجليزية)
- جوليو أندريوتي على موقع قاعدة بيانات الفيلم (الإنجليزية)
- جوليو أندريوتي على موقع أوليمبيديا (الإنجليزية)